# Estator

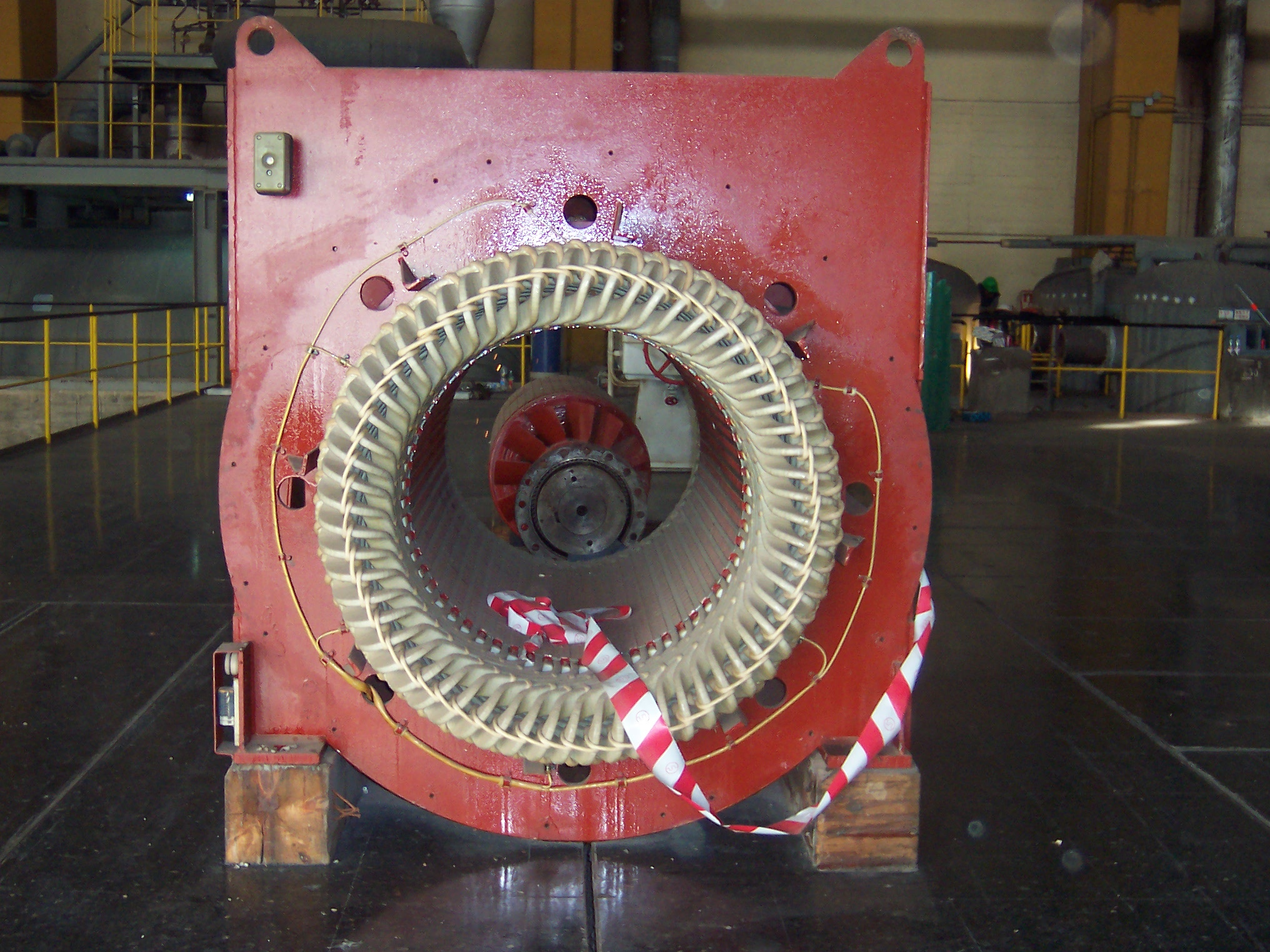
Estator d'un alternador

Un estator és una part fixa d'una màquina rotativa que conté una part mòbil, el rotor. En els motors elèctrics l'estator està format per un imant natural (en petits motors de corrent continu) o per una o diverses bobines muntades sobre un nucli metàl·lic que generen un camp magnètic en motors més potents i de corrent altern.